# Пестриково (Кашинский район)
Пестриково — деревня в Кашинском городском округе Тверской области России. 

## География
Пестриково расположено на левом берегу реки Кашинки. Деревня находится в 2 км на восток от города Кашина. 

## История
В 1859 году казённая деревня Пестиково 2-го стана Кашинского уезда Тверской губернии располагалась на Угличском тракте, при ручье Гремячевском. В 25 дворах проживало 77 мужчин и 121 женщина. В деревне числился завод.
В конце XIX — начале XX века деревня входила в состав Подберезской волости Кашинского уезда Тверской губернии. В 1889 году в деревне было 49 дворов, 2 портняжных заведения, промыслы: портняжный, сапожный, извоз, огородничество.
С 1929 года деревня являлась центром Пестриковского сельсовета Кашинского района Кимрского округа Московской области, с 1935 года — в составе Калининской области, с 1994 года — центр Пестриковского сельского округа, с 2005 года — центр Пестриковского сельского поселения, с 2018 года — в составе Кашинского городского округа.

## Население
| 1859 | 1889 | 1997 | 2002 | 2010 |
| ---- | ---- | ---- | ---- | ---- |
| 198  | ↗215 | ↗472 | ↘397 | ↘393 |

## Инфраструктура
В деревне имеются Пестриковская средняя общеобразовательная школа, детский сад, дом культуры, фельдшерско-акушерский пункт.